# Bayadera strigata
Bayadera strigata – gatunek ważki z rodziny Euphaeidae.